# Voie Georges-Pompidou
Die Voie Georges-Pompidou ist eine 13 Kilometer lange Schnellstraße entlang des rechten Seine-Ufers in Paris. Es gibt jedoch eine Ausnahme: Der Teil vom Tunnel des Tuileries bis zum Quai Henri-IV (östliche Uferstraße) ist seit 2016 zu einer Fußgängerzone geworden.

## Namensursprung
Die Stadtautobahn ist nach dem ehemaligen Präsidenten der Republik Georges Pompidou (1911–1974) benannt, der sie 1967 als Premierminister einweihte und den Autobahnplan für Paris initiierte, zu dessen wenigen Umsetzungen diese Straße zählt.

## Besonderheiten

### Länge
Sie führt etwa 5 km direkt am Seineufer entlang, etwa 5 km führen über die höherliegenden Quais und etwa 3 km verlaufen unterirdisch; die Voie Georges-Pompidou ist damit 13 km lang.

### Befahrbarer Abschnitt
Ihr befahrbarer Teil (ein Teil wurde Fußgängerzone) weist die Merkmale einer Schnellstraße auf:
- Kreuzungen werden zum größten Teil durch Tunnels vermieden oder die Straße verläuft direkt am Seineufer.
- Sie ist ein- oder zweispurig nur für Kraftfahrzeuge zugelassen.
- Es besteht eine Geschwindigkeitsbeschränkung von 50 km/h.
- Es gibt kaum Ampeln.
- Die Straße verläuft in einer Richtung von West nach Ost, außer an den Kreuzungen des 8. und 12. Arrondissement, wo sie in beide Richtungen führt.

### Kunstwerke
Ein Teil der Straße (861 m) wurde geschlossen und zur künstlerischen Gestaltung freigegeben: Tunnel des Tuileries.

### Bau der Uferbefestigung
Die Voie Georges-Pompidou verläuft zweimal direkt am Seineufer entlang, das entsprechend ausgebaut wurden:
- Die Uferstraße im Westen wird von einem Radweg in beiden Richtungen benutzt.
- Die Uferstraße im Osten wurde Fußgängerzone: Quai des Tuileries und Quai Henri-IV.

Der Abschnitte liegen im Zentrum von Paris.

### Einbeziehung bestehender Straßen
Die Voie Georges-Pompidou hat nur zum Teil eine eigene Trasse und führt sonst (von West nach Ost) über folgende Straßen: Quai Saint-Exupéry, Avenue de New-York, Cours Albert-Ier, Cours la Reine, Quai des Tuileries, Quai Henri-IV, Quai de la Rapée und Quai de Bercy.

## Geschichte

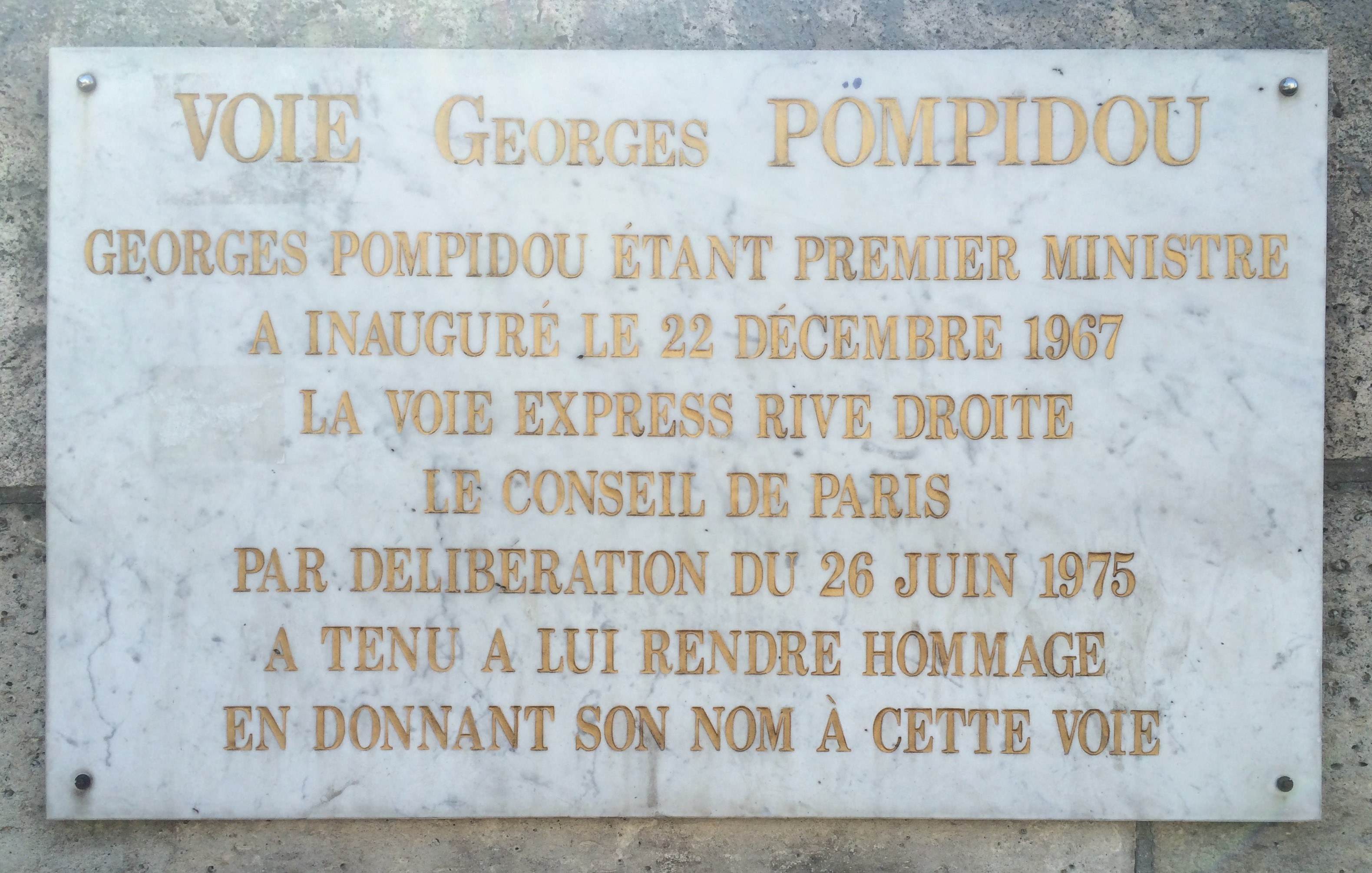
Tafel zur Eröffnung der Voie Georges-Pompidou in der Nähe der Pont Louis-Philippe

Die Ursprünge der Voie Georges-Pompidou reichen bis ins Jahr 1966 zurück, als beschlossen wurde, mehrere Straßenabschnitte zusammenzulegen, um eine durchgehende Schnellstraße durch Paris zu schaffen. Es ist Teil des umfassenderen Rahmens des Autobahnplans für Paris (auch Pompidou-Plan genannt), der darauf abzielt, „die Hauptstadt an das Auto anzupassen“.
Am 22. Dezember 1967 eröffnete der Premierminister Georges Pompidou den Straßenzug.
Dieser Straßenzug blieb einer der wenigen Umsetzungen des Autobahnplans für Paris, denn 1974 wurden die Projekte nach der ersten Ölkrise und nach dem Amtsantritt von Valéry Giscard d’Estaing zum Präsidenten der Republik größtenteils aufgegeben.
In ihren Anfängen hieß sie zunächst schlicht „Voie sur berge Rive Droite“ (deutsch Straßenzug auf dem rechten Ufer), seit 1976 trägt sie ihren heutigen Namen.
Die Abschnitte am Quai des Tuileries und Quai Henri-IV wurden 2016 zu Fußgängerzonen.
Es war geplant, eine gleichwertige Schnellstraße am linken Ufer der Seine in Ost-West-Richtung zu bauen, wovon jedoch nur ein 2,5 km langer Abschnitt zwischen der Pont Royal und dem Quai Branly verwirklicht wurde. Diese Autobahn wurde in eine Fußgängerzone, die André-Gorz-Promenade, umgewandelt, 2013 eingeweiht und seit April 2017 in den Park Rives-de-Seine integriert, der auch den Fußgängerbereich des rechten Ufers umfasst. Zwischen der Pont de l’Alma und der Pont des Invalides erhielt der Abschnitt den Namen Promenade Gisèle-Halimi.

## Wege für Fußgänger und Radfahrer

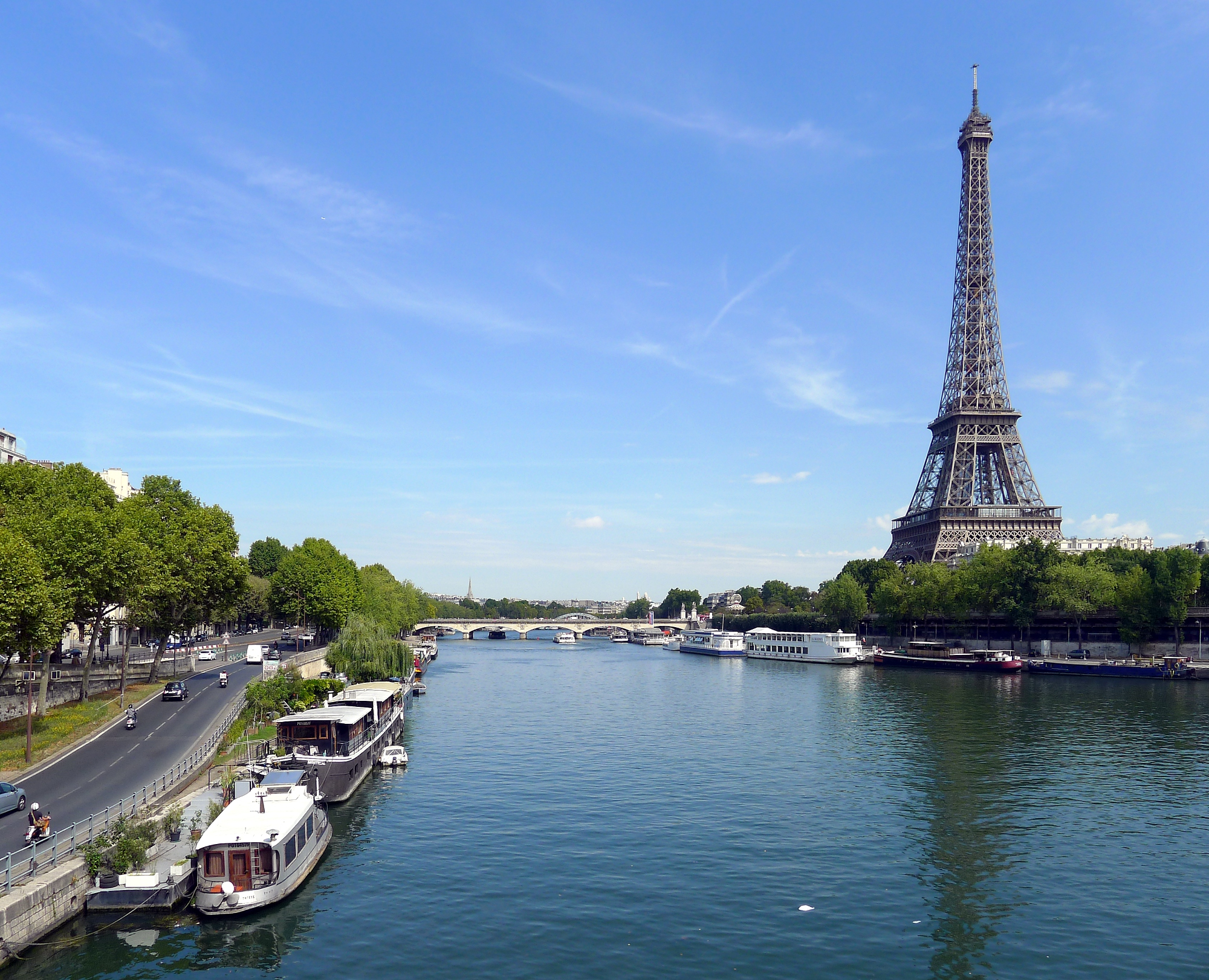
Voie Georges-Pompidou (links) mündet in die Avenue du Président-Kennedy unterhalb des Hafens von Passy in der Nähe des Eiffelturms.

Seit Anfang der 1990er Jahre wird die Frage der Sperrung von Flussuferstraßen für den Autoverkehr diskutiert, unterstützt von Verbänden und von Behörden immer wieder aufgegriffen.
1992 organisierte die Initiative Réseau Vert eine symbolische Protestaktion: „Pfeifkonzert auf der Seine“. An den Sonntagen, 10. Juli und 30. Oktober 1994, wurden auf Initiative des Umweltministeriums die Straßen am Pariser Seineufer für Autos gesperrt. Da diese beiden einmaligen Maßnahmen großen Erfolg hatten, wurde im Sommer 1995 beschlossen, diese Straßen jeden Sonntag zu sperren.
Bei den Kommunalwahlen 2001 kam das Thema erneut zur Sprache, es blieb jedoch ohne Folgen. Im Juli 2004 schlugen sechs Verbände vor, eine Teilsperrung der linken Uferstraße versuchsweise einzuführen. Das Projekt wird von den städtischen Stellen geprüft und dem Polizeipräfekten vorgeschlagen, der dieses Experiment jedoch ablehnte.

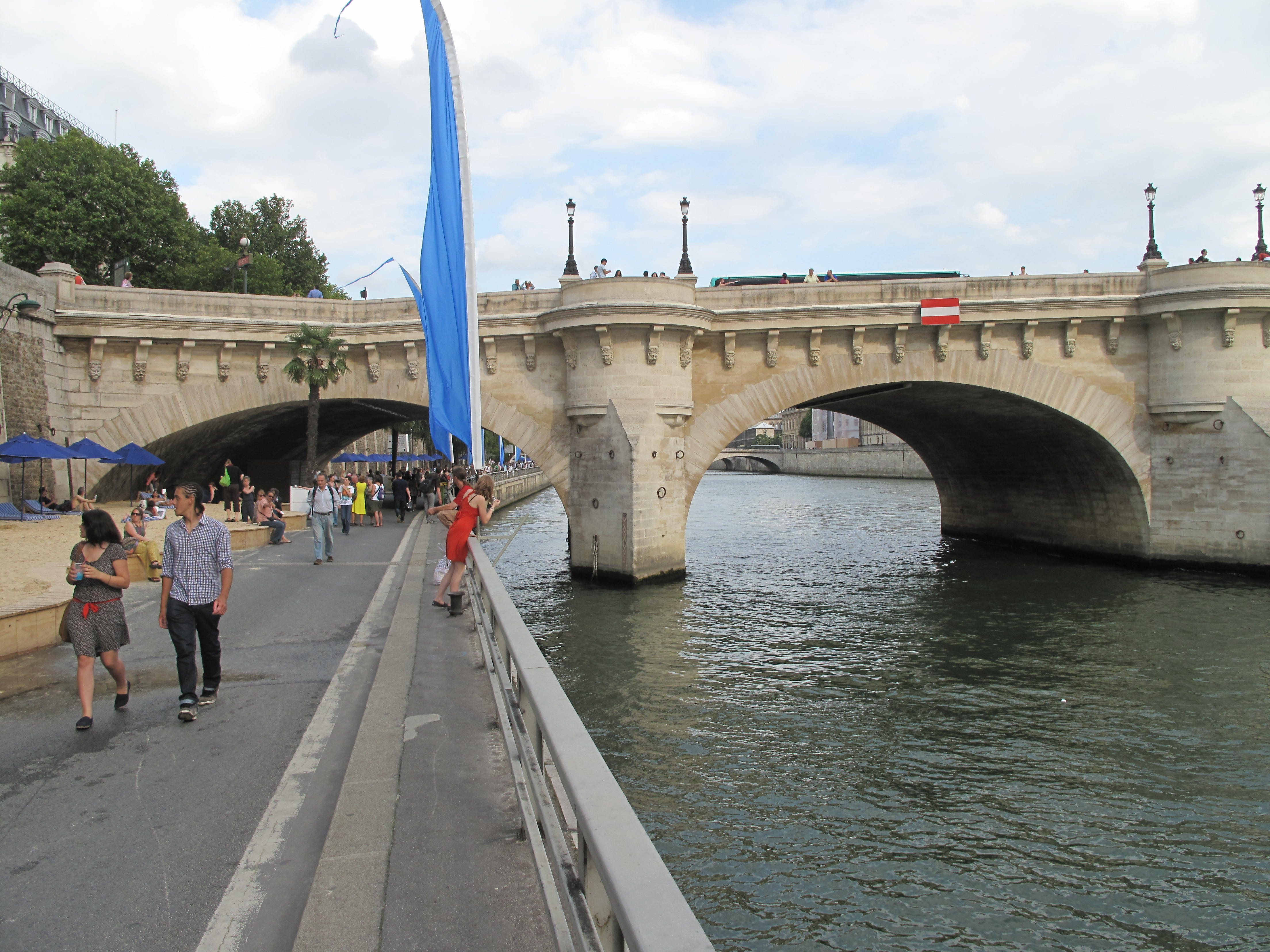
Der Voie Georges-Pompidou im Bereich der Pont Neuf während der Aktion Paris-Plages

Im April 2010 veröffentlichte das Pariser Rathaus ein neues Entwicklungsprojekt, das zum Ziel hatte, den historischen Teil zur Geltung zu bringen. Dabei wurden 4 Maßnahmen hervorgehoben: Nutzungen entwickeln und diversifizieren, typische Pariser Landschaften aufwerten, die ökologische Kontinuität der Seine und ihrer Umgebung stärken, die Kais für Fußgänger und Radfahrer herrichten. Die Fahrspur am linken Ufer wurde für den Autoverkehr gesperrt, und auf der Voie Georges-Pompidou wurden fünf Ampeln installiert, die insbesondere Fußgängern den Übergang zu einer Promenade entlang des Flusses zwischen dem Rathaus und dem Quai Henri-IV ermöglichen.
Das Projekt wurde mit einigen Abänderungen am 8. Februar 2011 vom Pariser Stadtrat angenommen. Die Arbeiten am ersten Abschnitt des Projekts (zwischen Rathaus und Quai Henri-IV) wurden am 31. August 2012 zusammen mit dem Jardin Federico-García-Lorca unterhalb des Rathauses abgeschlossen.

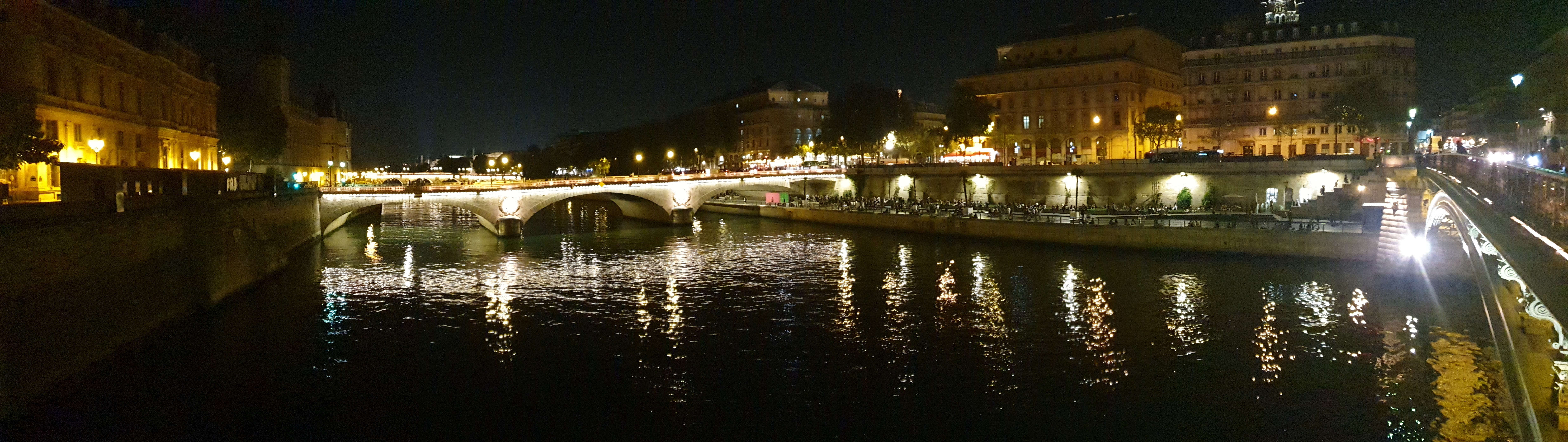
Voie Georges-Pompidou von der Pont Notre-Dame

Am 26. September 2016 genehmigte der Pariser Stadtrat das Vorhaben, den Abschnitt zwischen dem Tunnel des Tuileries und dem Tunnel Henri-IV zur Fußgängerzone, die Teil des Rives-de-Seine-Parks werden. Trotz des Widerstands der Präsidentin der Region Île-de-France, Valérie Pécresse, und ihrer Fraktion Les Républicains sowie des Autofahrerverbandes bestätigte der Polizeipräfekt diese Schließung am 28. Juni 2017.
Am 25. August 2017 wurde die Fahrspur am Ufer im Westen auf eine einzige statt zwei Fahrspuren reduziert, um Platz für einen zweispurigen Radweg zu schaffen.
Am 21. Februar 2018 annullierte das Pariser Verwaltungsgericht den Beschluss des Pariser Rats vom 26. September 2016, der erklärte, dass es im allgemeinen Interesse liege, die Voie Georges-Pompidou ab der Einfahrt zum Tunnel des Tuileries bis zum Ausgang des Tunnel Henri-IV für den Autoverkehr zu sperren, um hier eine öffentliche Promenade einzurichten. Mit demselben Urteil hebt das Gericht auch den Beschluss vom 18. Oktober 2016 auf, der in Anwendung dieser Entscheidung ergangen ist. Das Verwaltungsgericht begründet seine Entscheidung mit Ungenauigkeiten in der Folgenabschätzung des Projekts und damit, dass ein Bürgermeister die dauerhafte Begehung einer Fahrbahn nicht verbieten könne.
Um das Projekt Fußgängerzone aufrechtzuerhalten, erließ die Pariser Bürgermeisterin Anne Hidalgo am 8. März 2018 ein neues Dekret auf der Basis der valorisation du patrimoine (deutsch Förderung des Kulturerbes). In diesem Dekret heißt es, dass „das Verbot des Verkehrs von Kraftfahrzeugen auf den unteren Kais des Seine-Ufers dazu beiträgt, die Authentizität und Integrität des als Weltkulturerbe eingestuften Erbes zu bewahren“ und dass der Verkehr „auch die Entwicklung des Standorts aus ästhetischen und touristischen Gründen beeinträchtigt“.
Dieses zweite Dekret wird dieses Mal von der Region nicht angegriffen, war aber Gegenstand von neun Einsprüchen von Anwohnern, Händlern, Autofahrerverbänden, der Vereinigung der Bürgermeister der Île-de-France und dem Bürgermeister des 1. Arrondissements von Paris, Jean-François Legaret. Gegner des Autoverbots am Flussufer machen vor allem geltend, dass die Verlagerung des Autoverkehrs auf die Oberstraßen und die umliegenden Stadtteile zu einer Zunahme von Staus und Umweltverschmutzung brächte.
Ende Oktober 2018 erließ das Verwaltungsgericht zwei Entscheidungen zur Bestätigung der Umwandlung in eine Fußgängerzone: Es stimmt der Region Île-de-France und den Beschwerdeführern gegen das Verkehrsverbot von 2016 zu, erklärt jedoch das zweiten Dekrets vom 6. März 2018 für rechtmäßig. Die Rechtmäßigkeit dieses Beschlusses wurde vom Verwaltungsberufungsgericht am 21. Juni 2019 bestätigt.